# Roman Matsov
Roman Matsov   (Sant Petersburg, 27 d'abril de 1917 - Tallinn, 24 d'agost de 2001) violinista, pianista i director d'orquestra.

## Biografia
Va emprendre cursos d'estiu a Berlín amb Georg Kulenkampff (violí) i Walter Gieseking (piano). El 1940 es graduà al Conservatori de Tallinn per a violí i piano, i poc abans que Estònia esdevindria part de l'URSS i ingressà al Conservatori de Leningrad, tot i que encara era Konzertmeister de diverses orquestres simfòniques estonianes.
En esclatar la guerra es va oferir voluntari per al front i es va convertir en tinent, però va resultar ferit severament el 1941. El 1943 va dirigir per primera vegada, a Yaroslav, amb l'evacuat col·lectiu artístic estonià. Va rebre el seu primer premi de direcció el 1946. Matsov va rebre el Premi de la competició de directors de la Unió Europeaen 1948. per 1950 va ser director titular de ràdio i Orquestra Simfònica de la televisió d'Estònia. Va donar estrenes de moltes obres de compositors estonians, juntament amb Stravinski, Hindemith, Schönberg i Webern, i va pujar ràpidament.
Durant la Segona Guerra Mundial la seva família va emigrar a Austràlia i la seva germana a Austràlia es va assabentar que encara era viu només veient notícies d'un concert.
No obstant això, més tard va ser criticat per programar les obres de Mahler.

## Amistat amb Xostakóvitx
Roman Matsov va col·laborar amb Dmitri Xostakóvitx per garantir que la música del compositor sobrevisqués, però a Maria Iúdina se li va prohibir viatjar a l'estranger i va ser espoliada per les autoritats musicals oficials. Tres anys després de la seva mort, el 2004 Gramophone va assenyalar que "es busca una casa per a milers de manuscrits i gravacions de Xostakóvitx que encara es guarden a l'apartament estonià de l'antic propietari de la col·lecció, el director d'orquestra Roman Matso.

## Gravacions
- LP Estonian Radio Symphony Orchestra under Roman Matsov

## Premis
- Artista Nacional de l'RSS d'Estònia (1968).